# Карол Дивин
Карол Дивин (мађ. Karol Divín; Будимпешта, 22. фебруар 1936 — Будимпешта, 6. април 2022) био је словачки клизач у уметничком клизању. Током своје клизачке каријере представљао је чехословачку на међународним турнирима касних 1950-их и раних 1960-их. На Зимским олимпијским играма 1960. године освојио је сребрну медаљу. У периоду од 1958-1959 био је актуелни европски шампион у уметничком клизању.

## Такмичарски резултати
| Догађај/сезона         | 1954 | 1955 | 1956 | 1957 | 1958 | 1959 | 1960 | 1961 | 1962 | 1963 | 1964 |
| Зимске олимпијске игре | -    | -    | 5    | -    | -    | -    | 2    | -    | -    | -    | 4    |
| Светско првенство      | -    | 5    | 6    | -    | 6    | 5    | -    | -    | 2    | 4    | 3    |
| Европско првенство     | 3    | 3    | 3    | 2    | 1    | 1    | WDR  | -    | 2    | -    | 3    |